# Дон Девіс (художник)

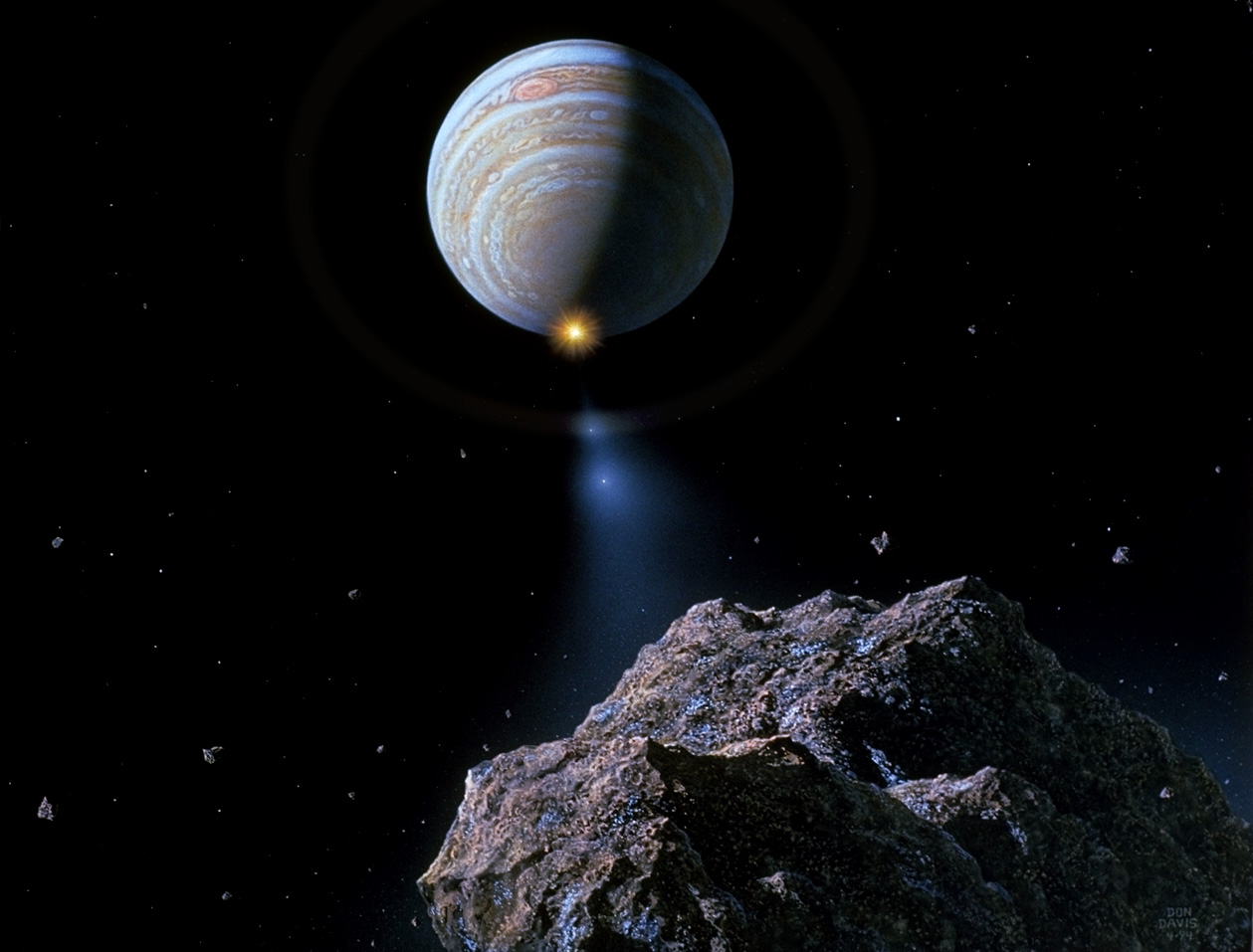
Комета Шумейкер-Леві 9 наближається до Юпітера

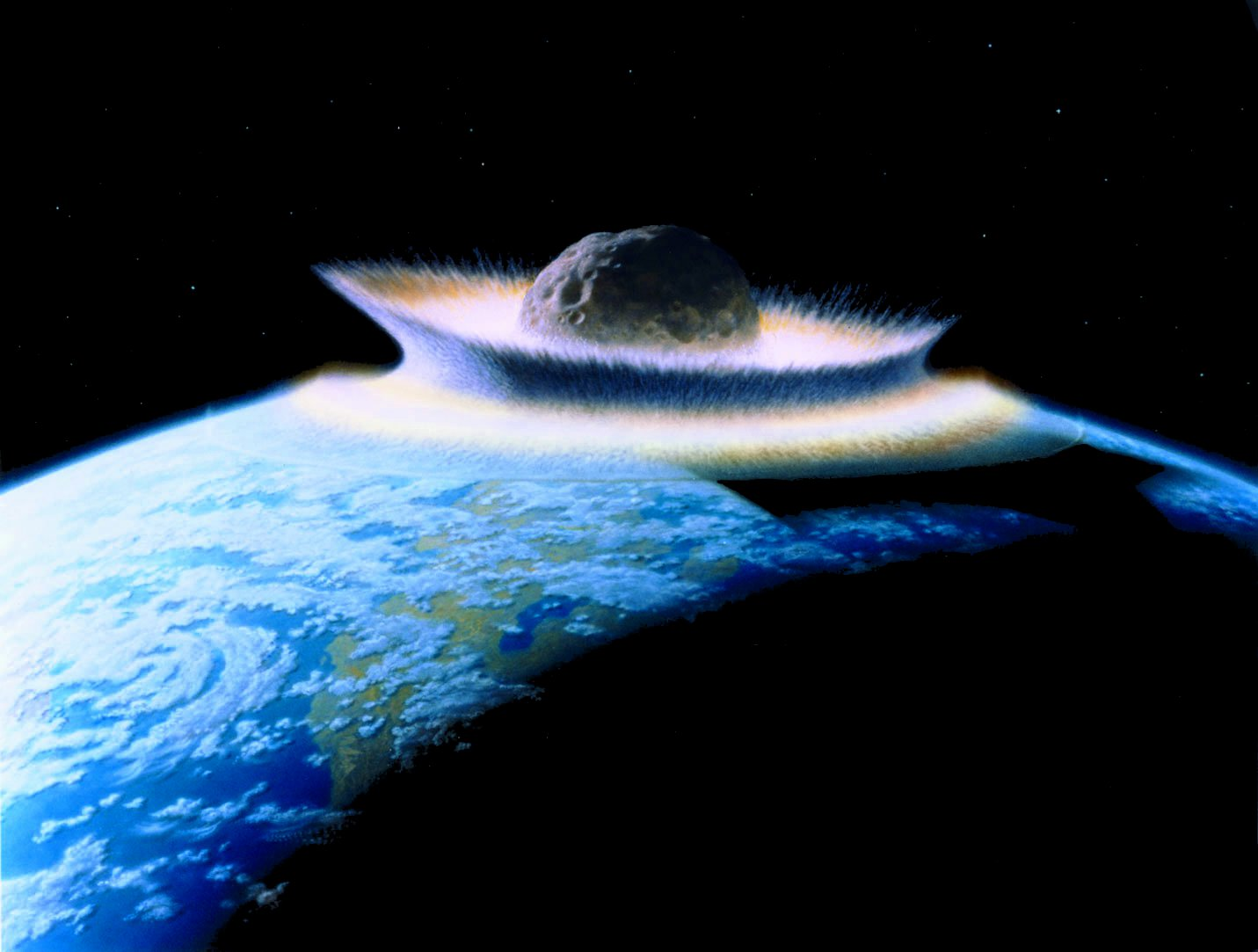
Планетоїд врізається в первісну Землю, приклад удару

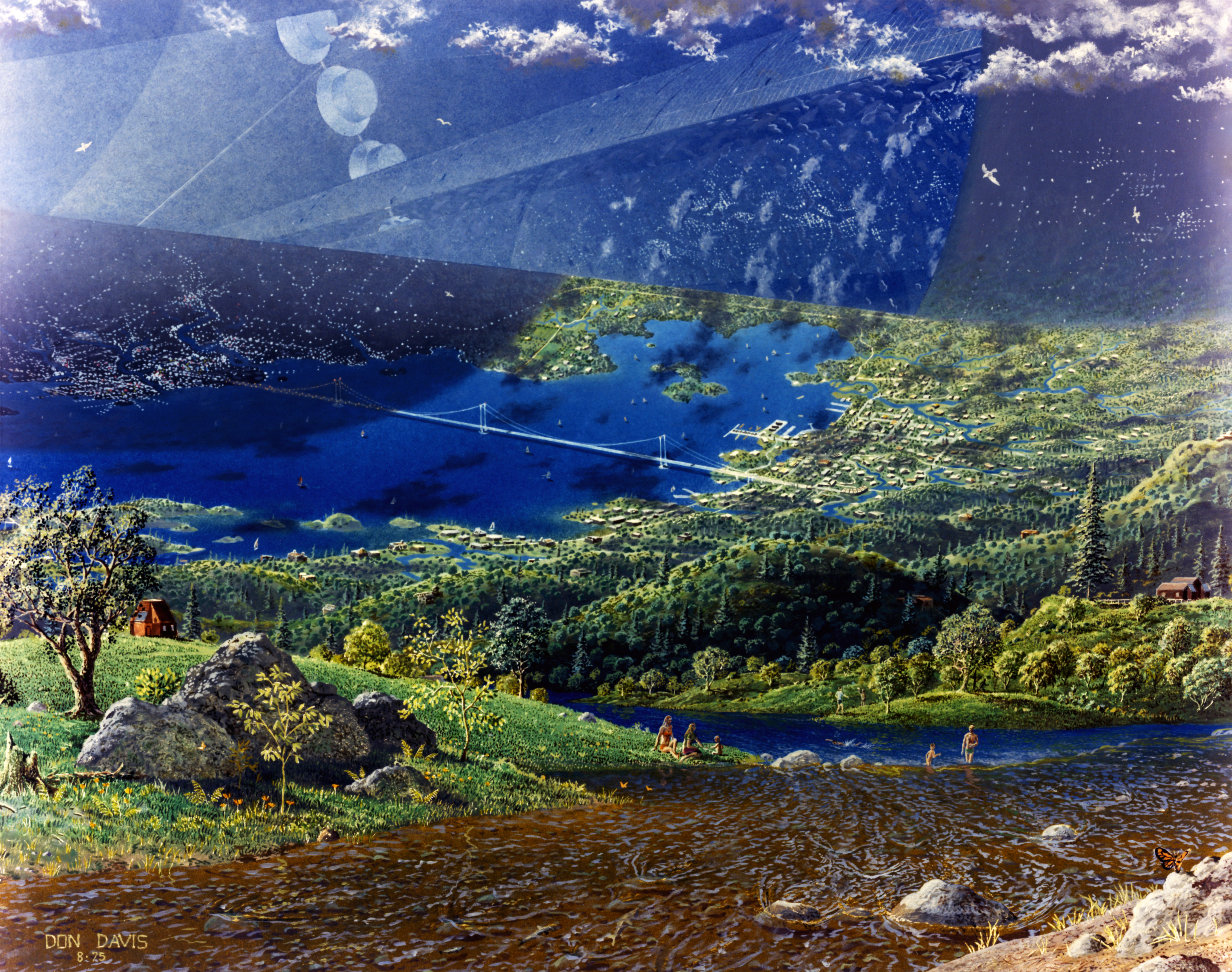
Інтер'єр Колонії О'Нейла

Дон Девіс (англ. Don Davis; Дональд Е. Девіс, нар. 21 жовтня 1952) — художник, відомий своїми зображеннями космосу. Його роботи характеризуються увагою до деталей і автентичними зображеннями, заснованими на тому, що відомо про тему. Чеслі Бонестел, якого багато хто вважає одним із найуспішніших практиків жанру космічного мистецтва, критикував ранні картини Девіса та заохочував його продовжувати мистецьку кар'єру.
Під час місячних експедицій Аполлона Девіс працював у відділі астрогеологічних досліджень Геологічної служби США і з того часу намалював багато зображень для NASA. Мистецтво NASA містило зображення інтер'єрів гігантських космічних колоній за мотивами робіт Джерарда О'Ніла. Він був частиною команди космічних художників, зібраних для створення візуальних ефектів для серіалу PBS «Космос» Карла Сагана. Пізніше він намалював обкладинку книги Сагана «Дракони Едему», яка отримала Пулітцерівську премію. Інші книги Карла Сагана, включаючи роботи Дона, — «Комета» та «Бліда блакитна цятка».
Девіс створив численні картини вражаючих подій для публікацій і для NASA. На початку 1980-х років він створив текстурні карти планет для використання в комп'ютерному графічному моделюванні зустрічі «Вояджера» із зовнішніми планетами Лабораторії реактивного руху. Протягом 1980-х і на початку 1990-х років Девіс створював моделі та анімацію для фільмів як частину команд виробництва візуальних ефектів для шоу PBS «Планета Земля», «Нескінченна мандрівка», «Космічна ера» та «Життя за межами Землі» з Тімоті Феррісом.
У 35 малював і знімав 35mm анімацію входу зонда Галілео в Юпітер для NASA Ames. Пізніше за допомогою методів комп'ютерної графічної анімації було створено численні сюжети для наукових шоу Discovery Channel, таких як «Дике Сонце» і «Космічне сафарі». Анімація, виконана в захопливих півсферичних форматах для куполоподібних театрів типу планетаріїв, тепер становить баланс його роботи.
Девіс отримав премію «Еммі» за роботу над «Космосом» і премію Клюмпке-Робертс 2002 року від Тихоокеанського астрономічного товариства за видатний внесок у суспільне розуміння та оцінку астрономії. На його честь названо астероїд 13330 Дондавіс. У 2000 році він був обраний членом Міжнародної асоціації художників-астрономів.